# Baicalasellus
Baicalasellus és un gènere de crustacis isòpodes pertanyent a la família dels asèl·lids.

## Distribució geogràfica
És un endemisme del llac Baikal.

## Taxonomia
- Baicalasellus angarensis (Dybowski, 1884)
- Baicalasellus baicalensis (Grube, 1872)
- Baicalasellus korotnevi (Semenkevich, 1924)
- Baicalasellus minutus (Semenkevich, 1924)[7][4][8][9][10][11]